# Tajno ime
Tajno ime je trinajsti studijski dvojni album zagrebške rock skupine Prljavo kazalište, ki je izšel leta 2008 pri založbi Croatia Records.
Album vsebuje 14 novih skladb, tri bonusne skladbe »Sretno dijete«, »Sve je lako kad si mlad« in »Kao« ter knjižico z besedili. Skladbe vsebujejo ljubezenska in nostalgična besedila, ki govorijo o 80. letih dvajsetega stoletja in o današnjih aktualnih temah. Album je izšel tudi kot dvojna LP plošča.

## Seznam skladb

### Disk 1
| Št. | Naslov                | Dolžina |
| --- | --------------------- | ------- |
| 1.  | „Tajno ime‟           | 3:49    |
| 2.  | „Male stvari‟         | 4:29    |
| 3.  | „El klinjo‟           | 3:38    |
| 4.  | „Da mogu ispočetka‟   | 4:35    |
| 5.  | „Zašto kasno dolaziš‟ | 4:55    |
| 6.  | „Ples sa vragom‟      | 4:07    |
| 7.  | „Ipak‟                | 4:13    |
| 8.  | „Šetač snovima‟       | 4:17    |
| 9.  | „Ako padnem‟          | 5:57    |

### Disk 2
| Št. | Naslov                    | Dolžina |
| --- | ------------------------- | ------- |
| 1.  | „Nakon...‟                | 5:34    |
| 2.  | „Možda ti‟                | 3:20    |
| 3.  | „Ovog jutra‟              | 4:51    |
| 4.  | „Dobro došla draga kćeri‟ | 4:48    |
| 5.  | „Tajna ljubavi‟           | 4:17    |

| Bonus | Bonus                     | Bonus   |
| Št.   | Naslov                    | Dolžina |
| ----- | ------------------------- | ------- |
| 6.    | „Sretno dijete‟           | 2:27    |
| 7.    | „Sve je lako kad si mlad‟ | 3:48    |
| 8.    | „Kao‟                     | 4:45    |

## Zasedba

### Prljavo kazalište
- Jasenko Houra – kitara
- Tihomir Fileš – bobni
- Dubravko Vorih – bas kitara
- Mario Zidar – solo kitara
- Mladen Bodalec – vokal
- Jurica Leikauff – klaviature